# آيت اكرور الغربية (غسات)
آيت اكرور الغربية هي إحدى مشيخات المملكة المغربية، تتبع جغرافيا لإقليم ورززات وإداريًا لغسات. يقدر عدد سكانها بـ 1844 نسمة حسب الإحصاء الرسمي للسكان والسكنى لسنة 2004.